# Дюмануар, Гийом
Гийо́м Дюмануа́р (фр. Guillaume Dumanoir; 16 ноября 1615, Париж — 18 мая 1697, там же) — французский композитор, танцмейстер, скрипач эпохи барокко, обладатель пожизненного титула «Король скрипачей» (c 1657 года) и глава Менестрандизы с 1657 по 1668 годы.

## Биография
Родился в 1615 году в семье парижского менестреля.
В 1636 году он стал мастером танца при дворе штатгальтера Оранского в Гааге. Затем стал членом парижского «Братства святого Юлиана».
С 1639 года, при Людовике XIII, был членом придворного скрипичного ансамбля «Двадцать четыре скрипки короля».
21 ноября 1657 года Людовик XIV наделяет его титулом «Короля скрипок, мастеров танца и игрецов инструментов, как высоких, так и низких». Также от своего дяди, Клода Дюмануара, он принимает должность директора Менестрандизы. В качестве главы Менестрандизы Дюмануар прилагал много усилий к тому, чтобы музыканты всех новых объединений входили в корпорацию и оплачивали соответствующие членские взносы.
В апреле 1662 года он выступил против создания Королевской Академии танца. Чтобы отстоять самостоятельный статус, тринадцать мэтров этой академии в ответ издают труд, в котором проводится мысль, что танец в его самой благородной части не нуждается в музыкальных инструментах.
30 августа 1662 года Гийом Дюмануар проигрывает судебное разбирательство тринадцати мастерам танца, возглавлявшим Академию, и пишет памфлет «Брак музыки с танцем, в коем содержится ответ на книгу тринадцати якобы академиков, касающуюся этих двух искусств», опубликованный в 1664 году.
Возглавлял Менестрандизу до 1668 года, затем передал должность сыну с таким же именем — Гийому Дюмануару-младшему.
Умер в Париже в 1697 году.

## Сочинения
Содержатся в различных рукописях, некоторые частично утрачены:
- 3 бранля, a 3
- Бранль и куранта, a 4
- Аллеманда и сарабанда, a 4, шаривари, a 5
- 4 инструментальные сюиты, a 5, в том числе Suite du Ballet de Stockholm
- Куранта, a 5

## Трактат
Le mariage de la musique et de la dance : contenant la réponce au livre des treize prétendus académistes, touchant ces deux arts. — Париж, 1664.